# Ermanno Guarneri
Ermanno Guarneri, conosciuto come Gomma (Cremona, ...), è uno scrittore, editore e conduttore radiofonico italiano.
È attivo dal 1980 nella prima scena punk milanese, e dal 1984 è assistente di Primo Moroni, collaborando con la Libreria Calusca di Milano e gestendo una distribuzione di materiale autoprodotto punk in Italia. Attivo anche in radio per la creazione dei primi circuiti nazionali sulla autoproduzione.

## Biografia

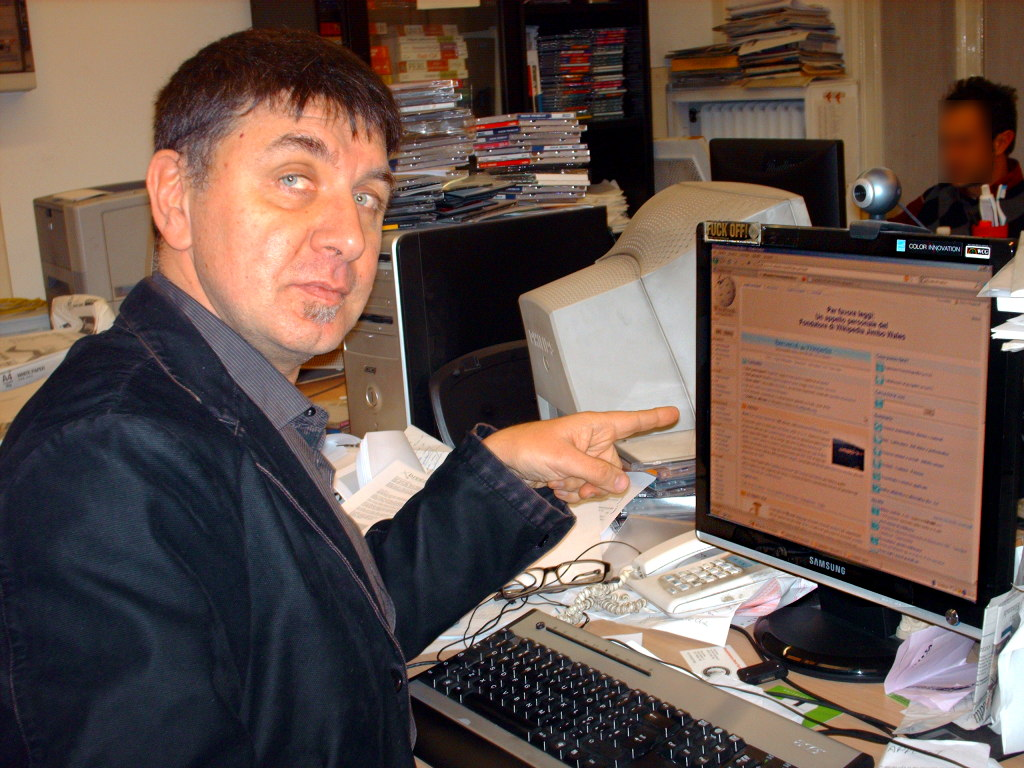
Guarneri mentre consulta Wikipedia

Nel 1987 fonda la rivista cyberpunk Decoder e nel 1988 la casa editrice Shake edizioni.
Dalla fine degli anni Ottanta, insieme al gruppo Decoder e altri, è tra i promotori in Italia del progetto di una "Rete Telematica Alternativa", che avrà luce a marzo del 1991 come "point" dell'area messaggi "Cyberpunk" ospitata dalla rete amatoriale "Fidonet". Dal 1993 fino alla sua chiusura (1997) è sysop, insieme a Gianni "uVLSI" Mezza, del servizio telematico amatoriale DECODER BBS, una delle prime bacheche elettroniche in Italia che ha lottato per la libertà di informazione telematica insieme al network indipendente Cybernet.
Nel 1996 ha collaborato alla trasmissione televisiva per ragazzi Go-Cart (in onda su Rai 2) con una rubrica dedicata alle nuove tecnologie; a partire dal 1997 ha fatto parte del gruppo di autori del programma televisivo MediaMente (in onda su Rai3). Tra gli anni 1990 e i primi del 2000 ha scritto per il quotidiano il manifesto firmando gli articoli anche con lo pseudonimo di "Gomma".
È co-traduttore di Microservi e Fidanzata in coma di Douglas Coupland, di Vere allucinazioni di Terence McKenna e di Hackers. Gli eroi della rivoluzione informatica di Steven Levy.
Ha insegnato fino al 2011 Diritto dell'informazione e della comunicazione digitale ed Interaction Design alla Scuola di Nuove Tecnologie dell'Arte dell'Accademia di Belle Arti di Carrara.
Lavora nel campo multimediale e del web ed insegna Teoria e metodo dei Mass media presso lo IED di Milano e la Civica Scuola di Cinema di Milano. È citato nei ringraziamenti del romanzo di Roberto Saviano Zero Zero Zero, 2013, per il supporto digitale dato al romanziere.

## Opere
- Videozine Cyberpunk I (Vhs con libretto), 1991, Shake edizioni, ristampa 1995.
- Da Liverpool a San Siro. La leggende continua (cd di canti ultras con libretto), 1998, Shake edizioni.
- Richard Stallman. Filosofia e pratica del Progetto Gnu, (Vhs con libretto), 2001, Shake edizioni.
- Franco Berardi Bifo, E. "Gomma" Guarneri (a cura di). Alice è il diavolo - Storia di una radio sovversiva, 2002. (+ CD con le registrazioni originali del 1976 e 1977), Shake edizioni, ISBN 9788888865225.
- Luca "'o Zulù" Persico, ed E. "Gomma" Guarneri (a cura di), Cartoline zapatiste, 2002, Feltrinelli, ISBN 9788807840104.
- Punx. Creatività e rabbia, (DVD), 2006, Shake edizioni, ISBN 9788888865348.
- E. "Gomma" Guarneri (cura di), e Umberto Negri (bassista fondatore), Io e i CCCP. Una storia orale e fotografica.  Shake edizioni, 2010, seconda edizione 2024, ISBN 979-12-80214-75-1.
- E. "Gomma" Guarneri (a cura di), Ron Bailey, Gli squatter. La vera storia degli occupanti di case a Londra,  Shake edizioni, 2017, ISBN 9788897109549

## Filmografia
- Questo è il mio sangue, documentario intervista a Gomma ed Atomo contenuto nel DVD "Punk. Creatività e rabbia" (2006, Shake edizioni).